# Aplonis ulietensis
El estornino de Raiatea, anteriormente conocido como el pájaro misterioso de Ulieta, zorzal de bahía o estornino de bahía, es una especie extinta de ave paseriforme de taxonomía incierta que vivió en la isla de Raiatea (anteriormente conocida como Ulietea, de ahí el nombre científico de ulietensis), la segunda isla más grande de las islas de la Sociedad Polinésia francesa.

## Taxonomía

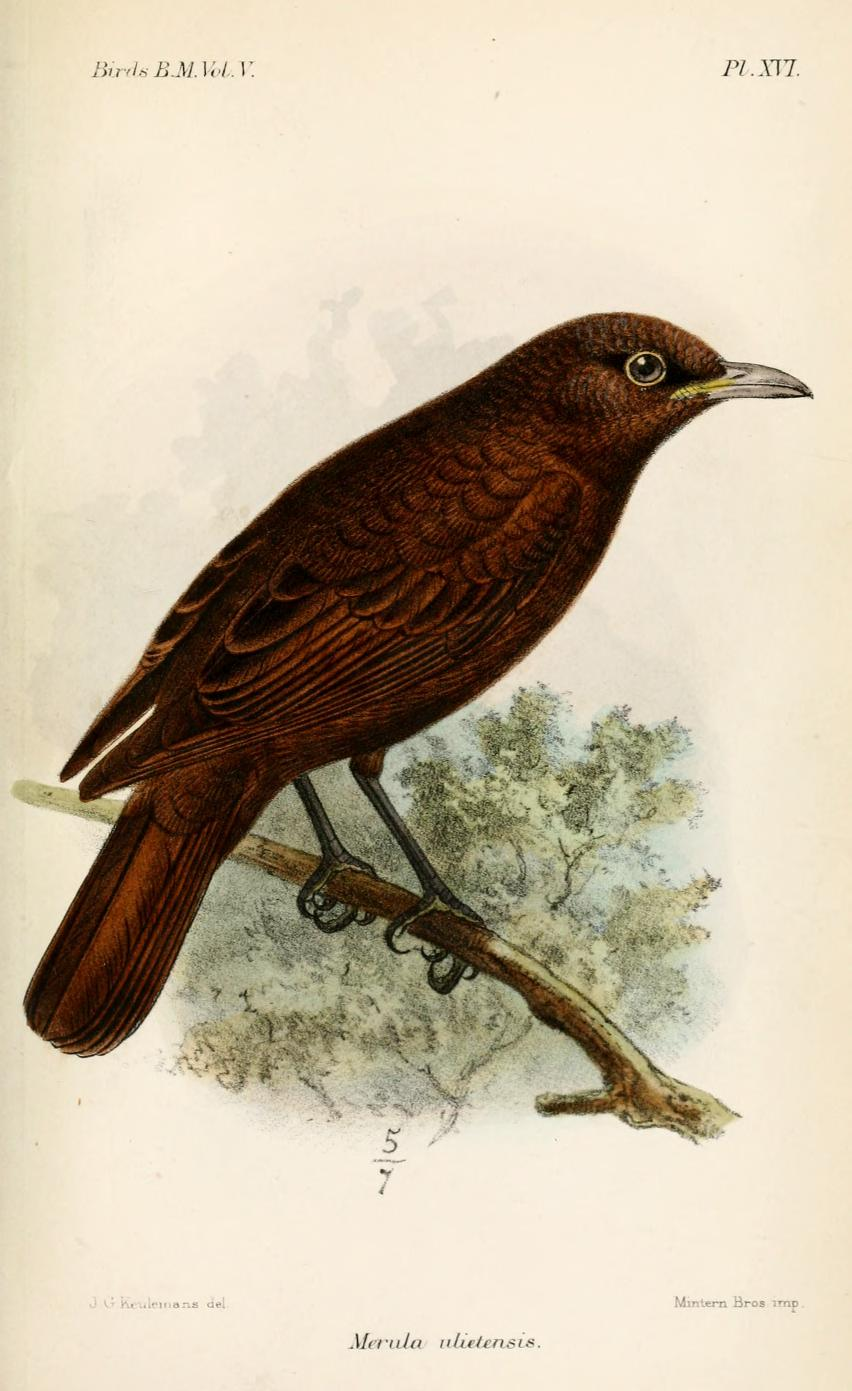
Litografía de John Gerrard Keulemans: lámina XVI del volumen 5 del Catalogue of the Birds in the British Museum (1880), basada en las descripciones publicadas, dibujada cuando se creía que era un zorzal, y después de que desapareciera el espécimen tipo.

La especie se conoce solo por una acuarela de 1774 del espécimen tipo, que se perdió, descripciones de la época, y unas pocas y breves notas de campo. El artista que la pintó fue Georg Forster, que acompañó a su padre Johann Reinhold Forster como naturalistas del segundo viaje de James Cook por el Pacífico en el HMS Resolution, durante el cual visitaron Raiatea en mayo y junio de 1774. La pintura, que actualmente se conserva en el Museo de Historia Natural de Londres, tiene la anotación de «Raiatea, hembra, 1 de junio, 1774» y representa al espécimen obtenido por los Forsters que pasó a formar parte de la colección de Joseph Banks y que posteriormente desapareció. El ejemplar también fue descrito como «zorzal de bahía» por John Latham, que lo había visto la colección de Banks, en su obra General Synopsis of Birds (1781–1785). Sin embargo, como Latham solo usó mombres ingleses, tuvo que ser Johann Friedrich Gmelin quien le dio un nombre científico en 1789.
Raiatea fue vistada en 1850 por el explorador y naturalista recolector Andrew Garrett, que no consiguió registrar a esta especie.  Obviamente se extinguió entre 1774 y 1850, y casi seguramente como consecuencia de la introducción accidental de las ratas negras o grises en la isla.
Hubo alguna confusión cuando Richard Bowdler Sharpe intentó casar la ilustración con la piel de un espécimen de origen desconocido de la colección del Museo Británico. Finalmente se zanjó cuando la piel fue identificada como otro especie enigmática y extinta, el estornido de Mauke (Aplonis mavornata).
Se ha supuesto que la especie podría ser un zorzal, un estonino o un mielero. Sin embargo, sin un espécimen, su posición taxonómica exacta permanece incierta. Pero no se conoce ningún miembro de Turdidae procedente de las islas de la Sociedad, mientras que la existencia del estornino de Huahine (Aplonis diluvialis) demuestra que sí hubo miembros de Sturnidae.

## Descripción
John Latham lo describió así: «Tamaño de un zorzal común: longitud ocho pulgadas y media. Pico de una pulgada y un cuarta, curvado en la punta, y de un color perlado rojizo: color general del plumaje pardo rojizo: bordes de las plumas oscuros: cola redondeada oscura, patas negruzcas."
James Greenway hizo una traducción libre y resumida (de la descripción en latín que hicieron los Forster del espécimen perdido de la siguiente forma: «Cabeza negruzca con marcas pardas. Partes superiores negruzcas, todos los bordes de las plumas pardos rojizos; alas negruzcas, los bordes de las primarias con pardo, como las coberteras de las alas y la cola. Partes inferiores ocráceas. Iris amarillo oscuro. Doce plumas en la cola. Tibia comprimida y con siete escamas. Lengua bífida en la punta y ciliada».

## Comportamiento
Las únicas observaciones registradas de ejemplares vivos son las de los Forster, que anotaron que tenía una voz suave y aflautada y que vivían entre los matorrales de los valles de su isla.

## Otras lecturas
- Davies, Martin (2005). The Conjuror's Bird. London: Hodder & Stoughton. ISBN 978-0-340-89616-7.